# S102 (Amsterdam)
De S102 (stadsroute 102) is een verkeersweg in de Nederlandse gemeente Amsterdam. De S102 is de belangrijkste ontsluitingsroute van het havengebied Westpoort. De weg verbindt IJmuiden (N202) via Westpoort met het centrum van Amsterdam (S100).
De S102 loopt hoofdzakelijk over bedrijventerreinen en is grotendeels uitgevoerd als weg met 2x2 rijstroken. De weg begint bij de gemeentegrens van Amsterdam op de N202 richting IJmuiden. De N202 loopt een kort stuk mee over de S102 tot het kruispunt met de S103 richting de A5, alleen in de richting van IJmuiden is de N202 aangegeven. Ter hoogte van de aansluiting met de A5 maakt de S102 een slinger onder de spoorlijn Den Helder - Amsterdam door richting de Basisweg. Hier loopt de S102 onder het viaduct van de Westrandweg (A5) door. Bij de aansluiting met de Ring A10 gaat de weg over in de Transformatorweg richting het centrum. Nadat de weg onder de spoorlijn Amsterdam - Rotterdam is gedoken volgt de aansluiting met de S101. Hierna vervolgt de S102 zijn weg richting de centrumring (S100). Ter hoogte van de Spaarndammerdijk is de Spaarndammertunnel aangelegd.
Ringweg A10 (Ringweg-West, -Noord / -Oost / -Zuid)

Overige autosnelwegen:
voorheen Muiderstraatweg (A1) · 
Utrechtseweg (A2) · 
Haagseweg (A4) · 
Westrandweg (A5) · 
Coentunnelweg (A8) ·
Gaasperdammerweg (A9)

Stadsroutes:
S100 ·
S101 ·
S102 ·
S103 ·
S104 ·
S105 ·
S106 ·
S107 ·
S108 ·
S109 ·
S110 ·
S111 ·
S112 ·
S113 ·
S114 ·
S115 ·
S116 ·
S117 ·
S118

Overige wegen:
Gooiseweg ·
Haarlemmerweg ·
Nieuwe Leeuwarderweg ·
Nieuwe Utrechtseweg

Knooppunten:
Amstel ·
Coenplein ·
De Nieuwe Meer ·
Holendrecht ·
Watergraafsmeer